# Arrestation de masse
Une arrestation de masse est une opération policière d'arrestation simultanée d'un grand nombre de suspects. Ces opérations peuvent se produire lors de manifestations.

## Principes
L'arrestation de masse représente aussi une tactique de lutte contre une bande criminelle. Néanmoins, ces procédés peuvent susciter des controverses et engendrer des poursuites judiciaires. Selon les sciences policières (en), l'arrestation de masse est vue comme une pratique valable dans le cadre d'un plan d'identification des personnes arrêtées, car il est peu probable que les agents se souviendront de chaque personne interpellée.

## Cas historiques
Certains régimes totalitaires ont procédé à des arrestations de masse en amont d'une purge ou d'une épuration contre des adversaires politiques réels ou supposés.
Dans les années 1920, des groupes du syndicat des agriculteurs japonais subissent des arrestations de masse. Le 26 avril 1929, plusieurs milliers de membres sont arrêtés. Après la Seconde Guerre mondiale, en Norvège, une arrestation de masse a lieu contre plus de 120 000 personnes impliquées dans le régime du Gouvernement national ou soupçonnées de l'être.
À partir du 3 mai 1971, au début des manifestations de mai 1971 aux États-Unis (en) — un vaste mouvement de désobéissance civile à Washington —, la police entame une campagne massive d'arrestations. En quelques jours, plus de 12 000 personnes sont arrêtées ; l'opération est la plus grande vague d'arrestations de l'histoire des États-Unis,.
Le 10 mars 2010, une immense rafle a lieu en Inde pour empêcher la tenue d'une manifestation pacifique annoncée à Hyderabad : plus de 100 000 habitants du Telangana sont placés en garde à vue.
Dans le cadre du Sommet du G20 de 2010 a eu lieu l'une des plus vastes arrestations de masse dans l'histoire du Canada.

## Crime de guerre
En 1944, la London International Assembly crée une commission sur les crimes de guerre et celle-ci y inclut les arrestations de masse. La Commission sur la responsabilité des auteurs de la guerre, et sur l'application des peines, créée par la conférence de la paix de Paris (1919), inclut dans la liste des crimes de guerre « l'arrestation de masse sans discrimination dans l'objectif de terroriser la population ».
En 1947, devant les cours martiales néerlandaises, plusieurs membres de la Tokkeitai aux Indes orientales néerlandaises sont accusées du crime de guerre consistant en arrestations de masse sans distinction. La législation en vigueur sur laquelle s'appuient les cours est le NEI Statute Book Decree #44 de 1946, dans lequel certaines définitions de crimes de guerre étaient similaires à celles de la Commission sur la responsabilité des auteurs de la guerre. En particulier, l'élément n° 34 dans la liste citait comme crime de guerre « les arrestations de masse sans distinction dans l'objectif de terroriser la population, que l'opération soit ou non décrite comme une prise d'otages ». Selon l'interprétation du tribunal, sont visées les « arrestations de groupes de personnes fondées, en premier lieu, sur des rumeurs imprécises et suppositions et, en second lieu, contre des individus alors qu'il n'existe ni faits ni indices retenus contre eux et justifiant leur arrestation ». Le tribunal précise en outre que ces arrestations visaient à terroriser la population parce qu'elles « comportaient des traits de terrorisme systématique : en effet, aucune des personnes arrêtées, pas même les plus innocentes, n'était assurée de recouvrer sa liberté et, lorsqu'une personne avait été arrêtée, même si elle était parfaitement innocente, ne pouvait considérer que sa santé et sa vie étaient sauves ».